# 킴 긴겔
킴 긴절(Kym Gyngell, 1952년 4월 15일 ~ )은 오스트레일리아의 배우이다.
멜버른에서 태어났다.

## 영화
- 나이트메어 앤 드림스케이프 (2006년)
- Love My Way (2004년)
- 하드 워드 (2002년)
- 에이미 (1998년)
- 사랑과 그밖의 재앙들 (1996년) - 리치 교수 역
- 험프티 덤프티 맨 (1986년)
- 윌스 앤 버크 (1985년)
- 필사의 사투 (1980년)